# The Fool Monty
«The Fool Monty» (укр. «Дурний Монті») — шоста серія двадцять другого сезону мультсеріалу «Сімпсони», прем'єра якої відбулась 21 листопада 2010 року у США на телеканалі «Fox».

## Сюжет
У Нью-Йорку великі телевізійні корпорації розробляють план створення нової хвороби, через що люди злякаються і частіше дивитимуться телевізор, щоб дізнатися про кризу. Почувши в новинах про «Котячий грип» Мардж каже, що є вакцини від грипу. Сімпсони їдуть до лікарні.
Поки мешканці Спрінґфілда міста чекають у довгій черзі, щоб отримати вакцину, яку розрахувули на одну дитину на сім'ю, містер Бернс їде прямо на чергу. Він вимагає собі одразу 37 доз (по одній для себе і Смізерса і 35 для його собак). Це викликає різкі погляди з боку інших жителів міста. Однак, коли Бернс наїжджає на коробки з усіма запасами вакцин в місті проливши їх, люди його відкрито зненавиджують.
Після того, як лікар містера Бернса вводить йому вакцину, він каже йому, що Бернс помирає і що йому залишилося жити лише 5—6 тижнів. Від розпачу Бернс намагається вкоротити собі віку і стрибає зі скелі, але відскакує від круч і літака. Монті приземляється на землю в лісі.
Вранці Барт під час прогулянки лісом знаходить непритомного містера Бернса. Той знову прокидається, але нічого не пам'ятає. Барт забирає Бернса додому.
Тим часом Смізерс отримує нову роботу помічником віце-президента Діка Чейні. Однак, порівняно зі слабким Бернсом, для якого треба було виконувати дрібні речі, Чейні — людина сучасна та працездатна. Через це Смізерсу не подобаються ні нова робота, ні новий бос.
Барт намагався сховати містера Бернса, але марно. Коли Сімпсони відводять Монті до решти міста, мешканці вирішують по черзі бути з містером Бернсом, щоб помститися йому за вчинене зло.
Згодом, коли настає черга Гомера, йому набридає Бернс, тож він віддає його Лісі. Ліса, єдина містянка, яка шкодує Монті, хоче допомогти йому. Вона відводить його до маєтку, де Монті все згадує.
Бернс забирає Смітерса і вони літають на вертольоті летять над Спрінґфілдом. Монті каже містянам, що він обурений на них і як помсту планує накрити місто куполом. Однак, мешканці кажуть, що це вже було і Бернс відміняє помсту. Зненацька він розуміє, що прожив більше шести тижнів. Мардж вважає, що це тому, що будучи не при тямі Бернс допомагав людям і був добрим. Бернс дає Ральфу цукерку, і знову починає помирати. Монті бере цукерку назад, і йому стає легше. Тоді він усвідомлює, що саме зло, що накопичилося в ньому, підтримує його життєдіяльність.
Бернс вирішує полетіти, але у вертольоті знаходить Нельсона, який змушує Бернса вдати його батька для шкільної вистави, як хлопчик планував, коли Бернс був не при тямі. Інакше Нельсон розб'є вертоліт. Бернс іде на виставу і йому подобається гра.

## Культурні відсилання та цікаві факти
- Сцена, де містер Бернс ховається в шафі Барта, є відсиланням до фільма «Іншопланетянин»[1].
  - Іграшку ЕТ можна побачити в шафі серед інших іграшок Барта[1].
- У березні 2020 року модифікований кліп з цієї серії об'єднали з кліпами із серії четвертого сезону «Marge in Chains», щоб показати, що «Сімпсони» начебто передбачили пандемію COVID-19. Однак, у фейковому кліпі напис «Apocalypse Meow» з новинного репортажу Кента Брокмана замінено фразою «CORONA VIRUS» поверх оригінального тексту[2].

## Ставлення критиків і глядачів
Під час прем'єри серію переглянули 6,63 млн осіб, з рейтингом 2.9, що зробило її найпопулярнішим шоу на каналі «Fox» тієї ночі.
Емілі Сент-Джеймс з «The A.V. Club» дала серії оцінку C+,сказавши:
|  | Мені загалом сподобався перший акт із дуже кумедною частиною, де [телевізійні] мережі змовлюються створити паніку від домашнього грипу та ґеґами про очікування в черзі за вакциною, але решта серії дуже повільно здувалась. Усюди є хороші фрагменти, але занадто багато з них було схоже на ту сцену з вертольотами, що скидають купол над Спрінґфілдом із «Сімпсонів у кіно»: перероблено. |

Водночас Ерік Гохбергер з «TV Fanatic» оцінив серію на 3,5/5, сказавши, що «це була пристойна, цікава серія, але вона не так запам'яталася, як попередні епізоди Бернса».
На початку серії показано вертоліт «Fox News» із гаслом «Fox News: не расистський, але канал №1  серед расистів» (англ. «Fox News: Not racist, but #1 with racists»). Білл О'Райлі, ведучий «Fox News» сказав: «Продовжуючи кусати руку, яка частково годує її, „Fox“ знову дозволяє героям своїх мультфільмів шаленіти».
У відповідь на критику продюсери серіалу додали коротку сцену на початку польоту в заставці наступного епізода з вертольотом зі слоганом «Fox News: Не підходить для глядачів молодше 75» (англ. «Fox News: Unsuitable for viewers under 75»). За словами шоуранера Ела Джіна, продюсери «Сімпсонів» були задоволені тим, що вони роздратували О'Райлі, і насправді вони ніколи не отримували попередження від „Fox“ щодо жартів над мережею. Джін додав:
|  | Обидві сторони, зрештою, приносять користь для «News Corp.». Ми раді невеликій ворожнечі з Біллом О'Райлі. Для нас це дуже цікаво. |

Згідно з голосуванням на сайті The NoHomers Club більшість фанатів оцінили серію на 1/5 із середньою оцінкою 2,35/5.